# Barry Piacente
Barry Victor Piacente ist ein US-amerikanischer Schauspieler.

## Leben
Piacente ist Absolvent des Montreat College in der gleichnamigen Ortschaft Montreat in North Carolina. Seit März 1996 ist er Eigentümer der Gabriel Studios in Roswell im US-Bundesstaat Georgia. Zusätzlich agiert er dort seit September 2009 als Schauspieler. Erste Erfahrungen als Fernseh- und Filmschauspieler machte er 2010 in einer Episode der Fernsehserie It's Supernatural sowie in einer Reihe von Kurzfilmen. Von 2012 bis 2018 verkörperte er verschiedene Charaktere in der Serie Uncanny X-Men. 2019 war er in Summer Madness als Martin Steel zu sehen und wirkte in einer Episode der Fernsehserie Atlanta Medical mit. 2021 spielte er im Fernsehfilm The Green die Rolle des Richard Langford sowie im Low-Budget-Film Robot Apocalypse die Rolle des Wissenschaftlers Dr. Marietta. Außerdem übernahm er die Rolle des Harry Chase im Film Christmas in Miami.

## Filmografie (Auswahl)
- 2010: It's Supernatural (Fernsehserie, Episode 6x42)
- 2012: Remnant (Kurzfilm)
- 2012: Perception (Kurzfilm)
- 2012: Run
- 2012: Forbidden (Kurzfilm)
- 2012: Trysts (Kurzfilm)
- 2012: Mr. Snuggles (Kurzfilm)
- 2012: Communist Robot Aliens (Kurzfilm)
- 2012–2018: Uncanny X-Men (Fernsehserie, 24 Episoden, verschiedene Rollen)
- 2013: I Stand Alone (Kurzfilm)
- 2013: Remnants
- 2013: Absent (Kurzfilm)
- 2013: Second Wind Storms McKenzie Farms (Kurzfilm)
- 2013: Cheaha
- 2013: Upyri (Fernsehserie)
- 2014: Intrepid Academy (Fernsehfilm)
- 2014: Mallory (Kurzfilm)
- 2014: Breathe
- 2014: The Cure
- 2015: Mr. Lockjaw (Fernsehfilm)
- 2015: The 19th Hole (Fernsehserie)
- 2015: Assassinmas XVII (Kurzfilm)
- 2015: The King’s Guitar (Kurzfilm)
- 2015: Tatort Sumpf (Swamp Murders, Fernsehdokuserie, Episode 3x05)
- 2016: Burning Bridges
- 2016: Primrose Tales (Fernsehserie, Episode 1x01)
- 2016: Madrina (Kurzfilm)
- 2016: Closet Space: The Movie
- 2016: Bring Out the Lady (Fernsehfilm)
- 2016: One Church
- 2016: A Trip to Jamaica
- 2016–2017: Bermuda City (Fernsehserie, 2 Episoden)
- 2017: Codes Abided (Kurzfilm)
- 2017: Hell’s Fury
- 2017: Come on In, We're Dead
- 2017: Murder Calls (Fernsehdokuserie, Episode 1x11)
- 2017: What Hamlet Said (Kurzfilm)
- 2017: MacGyver (Fernsehserie, Episode 2x03)
- 2017: Tödliche Stille (Dead Silent, Fernsehdokuserie, 2 Episoden)
- 2017: To Wander Ros Cala (Kurzfilm)
- 2017: Rhapsody (Kurzfilm)
- 2018: Iridescence (Fernsehserie, Episode 1x04)
- 2018: Codes Commanded (Kurzfilm)
- 2018: The Quad (Fernsehserie, Episode 2x01)
- 2018: Star (Fernsehserie, Episode 2x10)
- 2018: Body of Sin
- 2018: Flesh (Kurzfilm)
- 2018: Breakthrough
- 2018: Swipe Club
- 2018: The Lost Footage
- 2018: One Must Fall
- 2018: Weird Ending (Fernsehserie, Episode 1x02)
- 2018: Project ISISX (Fernsehfilm)
- 2019: No Sin Unpunished
- 2019: Summer Madness
- 2019: Atlanta Medical (The Resident, Fernsehserie, Episode 3x10)
- 2020: The Outsider (Fernsehserie, Episode 1x01)
- 2020: Mary Maid (Kurzfilm)
- 2020: Dein schlimmster Albtraum (Your Worst Nightmare, Fernsehdokuserie, Episode 6x12)
- 2021: Robot Apocalypse
- 2021: Queens (Fernsehserie, Episode 1x01)
- 2021: The Knocker (Kurzfilm)
- 2021: The Game (Fernsehserie, Episode 1x08)
- 2021: Christmas in Miami
- 2021: The Green (Fernsehfilm)
- 2022: Abiding